# Grândola
Grândola é uma vila portuguesa no distrito de Setúbal, região (NUTS II) do Alentejo e sub-região (NUTS III) do Alentejo Litoral, com cerca de 6 800 habitantes.
É sede do município de Grândola com 825,94 km² de área e 13 822 habitantes (censo de 2021), subdividido em 4 freguesias. O município é limitado a norte pelo município de Alcácer do Sal, a leste por Ferreira do Alentejo, a sul por Santiago do Cacém, a oeste pelo oceano Atlântico e a noroeste, através do Estuário do Sado, por Setúbal.

## História

### Dos primórdios ao fim da época medieval

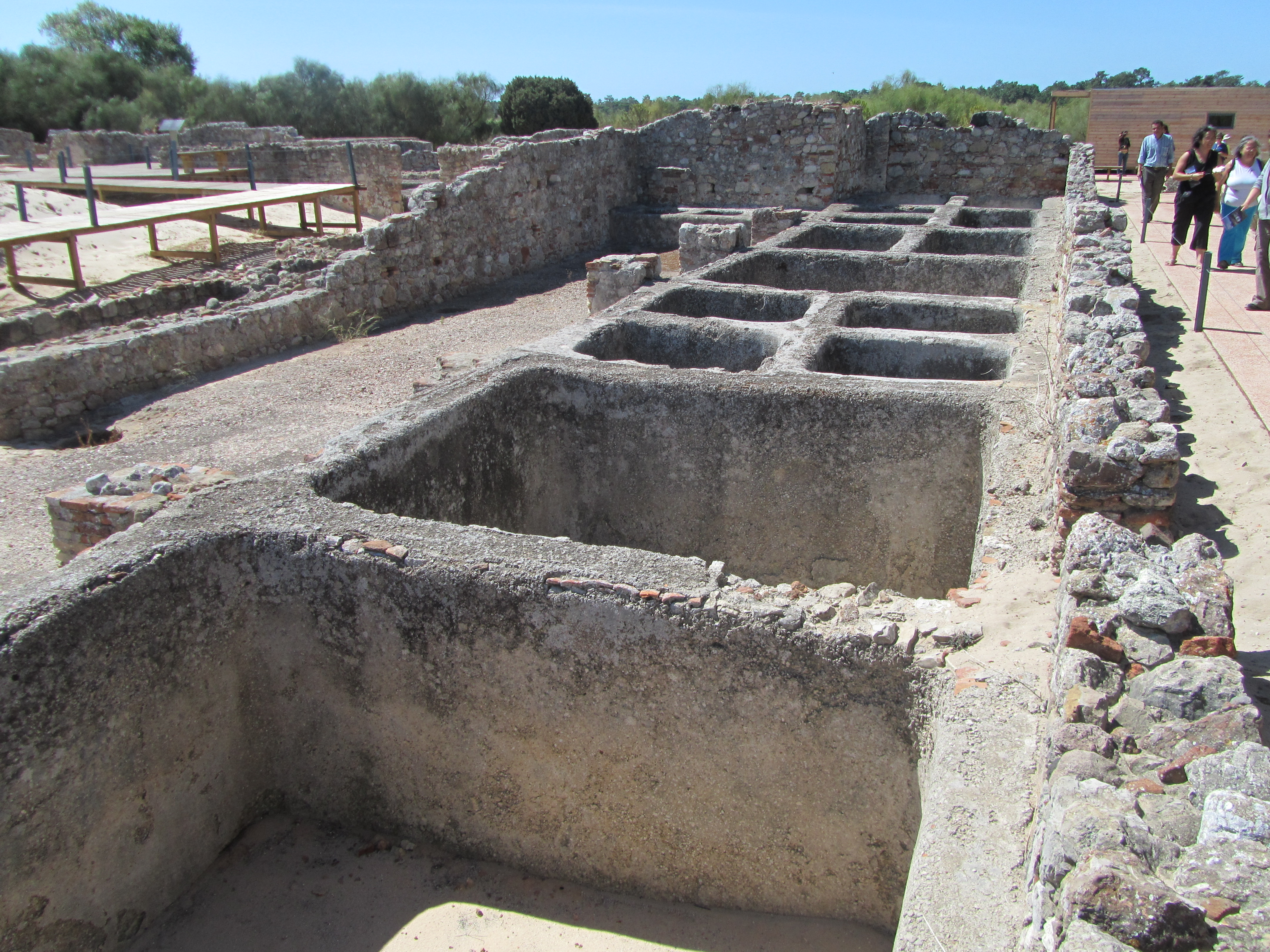
Ruínas romanas de Troia

De acordo com as escavações e estudos até agora realizados, a presença humana no território grandolense remonta, pelo menos, ao Mesolítico, período a partir do qual existem estações arqueológicas de quase todas as épocas posteriores. De referir que, na Antiguidade, o período Romano foi, muito possivelmente, aquele em que o espaço grandolense atingiu os maiores índices de povoamento e desenvolvimento económico e social.
Após a formação do espaço nacional, o território ficou a pertencer ao termo de Alcácer do Sal e, na sua maior parte, à Ordem Militar de Santiago da Espada. A primeira medida, que abriu a porta à posterior instituição do concelho e ao desenvolvimento deste espaço, foi a criação da comenda de Grândola, por volta de 1380, no reinado de D. João I. Na sequência deste acontecimento e da política de povoamento levada a efeito pelos reis e pela Ordem de Santiago, o território grandolense começou a progredir. Foram distribuídas terras, edificadas as primeiras ermidas e moinhos e o lugar da Gramdolla adquiriu o estatuto de aldeia.
Nos finais da época medieval, a aldeia de Grândola tinha cerca de 150 habitantes, e a Comenda, no seu conjunto, cerca de 900, distribuídos por cerca de 220 fogos.

### Do princípio do século XV a finais do século XIX

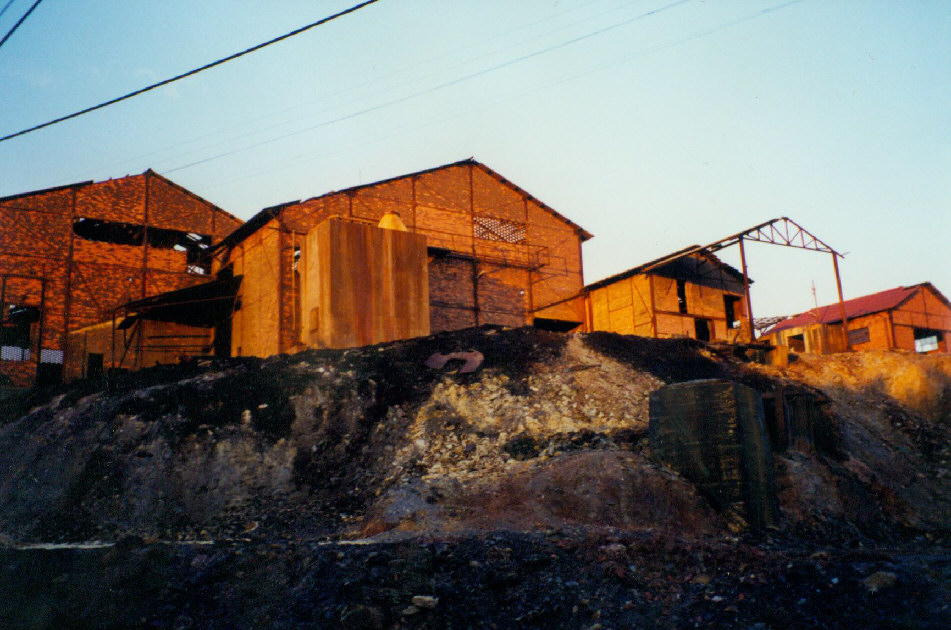
Mina do Lousal

Em franco progresso, a população da Comenda solicitou, a D. João III, que atribuísse a Grândola a Carta de Vila e a libertasse da tutela de Alcácer do Sal, o que veio a suceder a 22 de outubro de 1544. Na sequência desta atribuição, foi criado o Concelho (no espaço da Comenda), que foi dividido em três freguesias: Grândola, Bayrros e Santa Margarida da Serra. Com a autonomia municipal, o concelho entrou numa fase decisiva da sua história e passou a dispor de dois juízes ordinários, três vereadores, um procurador, dois almotacés, um escrivão, três tabeliães, um juiz dos órfãos, um alcaide-pequeno, várias quadrilhas (com funções de polícia) e três companhias de Ordenanças.
Até finais do século XVI, a vila viu surgir algumas construções emblemáticas, como os Paços do Concelho, a cadeia, o pelourinho, o 1º hospital, o celeiro da comenda, a Santa Casa da Misericórdia e algumas ermidas e igrejas. Há, ainda, notícia de ter sido instituído um celeiro comum, em 1579, que funcionou até cerca de 1880, e teve como função o empréstimo de cereais a juros reduzidos para sementeira a lavradores pobres. Por volta de 1600, a população do concelho rondava os 1550 habitantes, e Grândola, principal núcleo urbano, tinha cerca de 480 (distribuídas por 120 fogos). Progressivamente, nos dois séculos seguintes, a população aumentou e, em 1798, foram recenseados cerca de 4000 habitantes (distribuídos por cerca de 977 fogos).
Na 2ª metade do século XIX, apareceram duas atividades que alteraram o perfil económico e social do município: a indústria mineira (com início em 1863, no Canal Caveira, e mais tarde no Lousal) e a indústria corticeira. O comércio, ligado essencialmente às atividades económicas tradicionais e à transação de bens de primeira necessidade, foi outra das atividades que teve um desenvolvimento progressivo, ainda que lento. Em 1513, já havia uma estalagem no concelho e as primeiras feiras anuais, a de Santo António e a de S. Lourenço, começaram a realizar-se a partir de 1642.
De realçar que, em 1855, decorridos mais de quatro séculos sobre a sua criação, o concelho viu aumentado o seu território, com a anexação das freguesias de Melides e de São Mamede do Sádão. Na sequência desta anexação e das alterações económicas e sociais entretanto verificadas, a população continuou a aumentar. Em 1864, foram-lhe atribuídos 5553 residentes, distribuídos pelas suas quatro freguesias (Azinheira dos Barros e São Mamede do Sádão, Grândola, Melides e Santa Margarida da Serra). Entre 1890 e 1900 a população sofreu um aumento gradual.

### Século XX

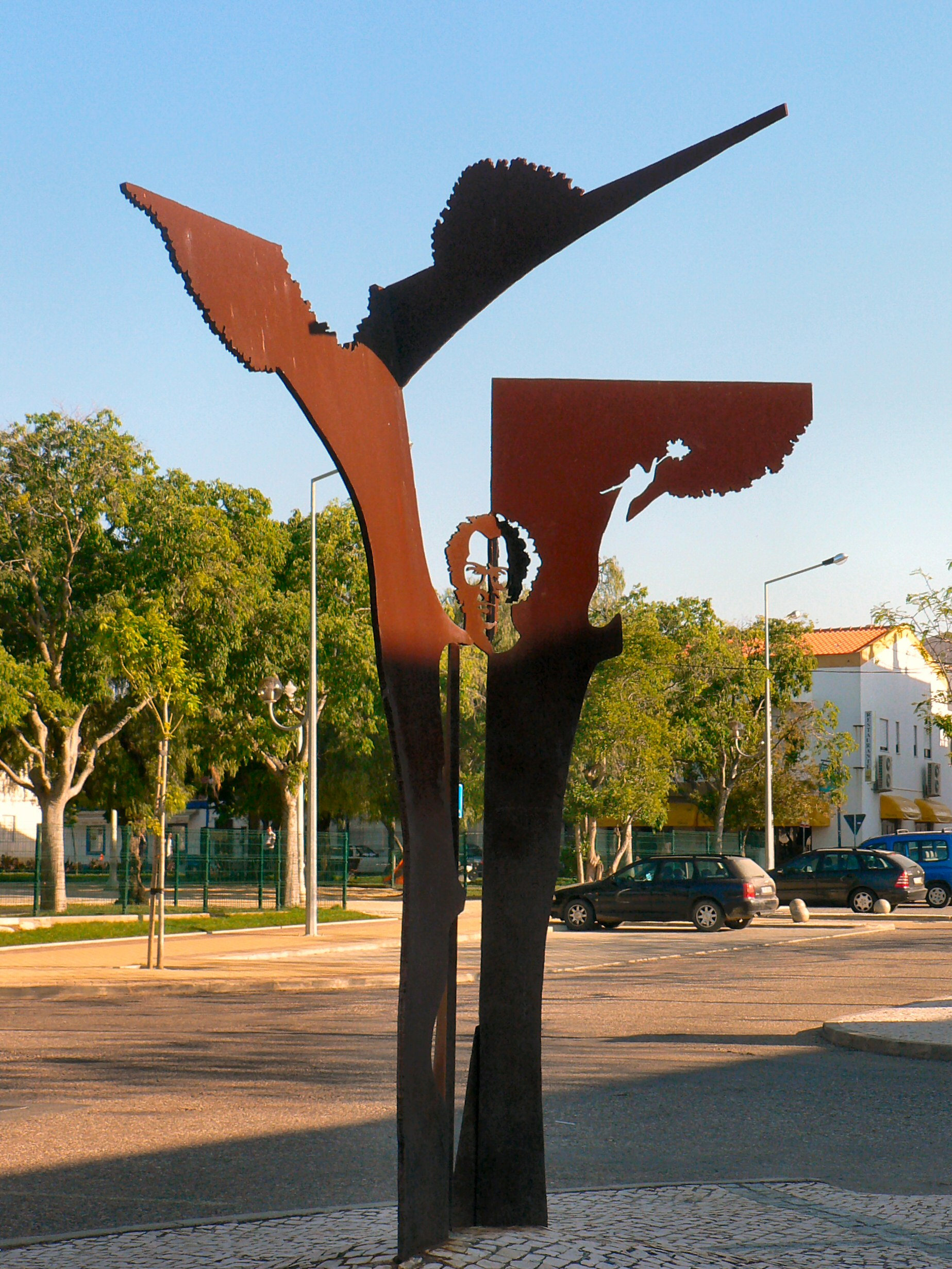
Monumento a Zeca Afonso.

Na história de Grândola, o século XX foi, sem dúvida, aquele em que se verificaram as mais significativas mudanças económicas, demográficas e sociais.
Ao nível da Agricultura, assistiu-se ao incremento da cultura de cereais, nomeadamente do trigo, fomentada pela política protecionista e ruralista do Estado Novo, que teve o seu auge durante a chamada Campanha do Trigo. Nas várzeas de Melides e do Carvalhal, a cultura do arroz adquiriu crescente expressão. Beneficiando da construção da ferrovia do Vale do Sado, a indústria corticeira ganhou um novo impulso e surgiram dezenas de fábricas de diversa dimensão.
Enquanto as minas da Caveira entravam em declínio (tendo chegado a encerrar), as do Lousal, sob a tutela do grupo Mines et Industries, criado em 1936, aumentaram os níveis de exploração e fizeram do local um pólo de desenvolvimento que, em 1960, atingiu cerca de 2 000 habitantes. Devido a este surto de crescimento económico, instalaram-se no concelho milhares de pessoas que fizeram disparar os índices demográficos. Assim, a população, que atingia as 7801 pessoas em 1900, subiu sucessivamente até 1950, ano em que foi atingido o máximo demográfico. Com o aumento do número de trabalhadores rurais, operários e mineiros, a elevação da consciência política, o agravar das condições de vida e a repressão salazarista, vieram as greves e outras manifestações populares. Foi elevado o número de pessoas detidas por razões políticas, o que trouxe a Grândola a fama de terra revolucionária.
O aumento populacional contribuiu, ainda, para o aparecimento de associações culturais, desportivas e recreativas, nomeadamente na sede do concelho e, entre elas, a Sociedade Musical Fraternidade Operária Grandolense, que inspiraria a José Afonso a célebre canção "Grândola, Vila Morena".
Após décadas de crescimento e desenvolvimento, o concelho viu abater sobre si o espetro de uma grave crise que desmantelou as suas principais estruturas económicas e de suporte social. O fim do protecionismo e dos incentivos contribuiu para a diminuição da produção de cereais e do número de agricultores, o que levou ao despovoamento progressivo das zonas rurais do concelho.
A indústria corticeira, sob a pressão da concorrência dos grandes grupos económicos do setor, viu encerrar as suas fábricas e tornou-se residual. A extração mineira, que atingiu no Lousal o seu auge entre as décadas de 40 e 60, deixou de ser rentável, o que levou ao encerramento das minas em 1988. Devido a este facto, a povoação mineira sofreu uma drástica redução populacional.
Devido a este conjunto de acontecimentos e, ainda, à repressão política e às guerras coloniais, uma parte significativa da população migrou. Em concomitância com esta redução, verificou-se a diminuição do número de jovens (e o consequente encerramento de muitas escolas), de trabalhadores ativos e o aumento dos índices de envelhecimento.
Com o advento do 25 de Abril de 1974 e as alterações político-sociais daí decorrentes, o concelho entrou numa nova fase da sua história. Com a democracia, o poder autárquico adquiriu nova expressão e introduziu alterações a nível dos equipamentos sociais, que vieram melhorar significativamente a vida da generalidade da população. Em consequência disto, surgiram paradigmas económicos mais consentâneos com as novas realidades. De concelho agrícola, operário e mineiro, Grândola tem vindo a transformar-se gradualmente num espaço de desenvolvimento turístico e de oferta de serviços, apostado na preservação ambiental e na oferta cultural.

## Evolução da população do município
★ Os Recenseamentos Gerais da população portuguesa, regendo-se pelas orientações do Congresso Internacional de Estatística de Bruxelas de 1853, tiveram lugar a partir de 1864, encontrando-se disponíveis para consulta no site do Instituto Nacional de Estatística (INE). 
| Número de habitantes *                | Número de habitantes * | Número de habitantes * | Número de habitantes * | Número de habitantes * | Número de habitantes * | Número de habitantes * | Número de habitantes * | Número de habitantes * | Número de habitantes * | Número de habitantes * | Número de habitantes * | Número de habitantes * | Número de habitantes * | Número de habitantes * | Número de habitantes * |
| ------------------------------------- | ---------------------- | ---------------------- | ---------------------- | ---------------------- | ---------------------- | ---------------------- | ---------------------- | ---------------------- | ---------------------- | ---------------------- | ---------------------- | ---------------------- | ---------------------- | ---------------------- | ---------------------- |
| 1864                                  | 1878                   | 1890                   | 1900                   | 1911                   | 1920                   | 1930                   | 1940                   | 1950                   | 1960                   | 1970                   | 1981                   | 1991                   | 2001                   | 2011                   | 2021                   |
| 5 553                                 | 6 230                  | 6 887                  | 7 539                  | 10 011                 | 11 081                 | 13 370                 | 17 699                 | 21 375                 | 21 060                 | 15 525                 | 16 042                 | 13 767                 | 14 901                 | 14 826                 | 13 822                 |
| Número de habitantes por grupo etário |                        |                        |                        |                        |                        |                        |                        |                        |                        |                        |                        |                        |                        |                        |                        |
|                                       |                        |                        | 1900                   | 1911                   | 1920                   | 1930                   | 1940                   | 1950                   | 1960                   | 1970                   | 1981                   | 1991                   | 2001                   | 2011                   | 2021                   |
| 0-14 Anos                             | 0-14 Anos              | 0-14 Anos              | 2 767                  | 3 588                  | 4 114                  | 5 011                  | 6 729                  | 6 779                  | 5 527                  | 2 890                  | 3 105                  | 2 322                  | 1 810                  | 1 837                  | 1 683                  |
| 15-24 Anos                            | 15-24 Anos             | 15-24 Anos             | 1 492                  | 1 907                  | 2 190                  | 2 720                  | 3 125                  | 4 203                  | 3 830                  | 2 290                  | 2 079                  | 1 635                  | 1 808                  | 1 304                  | 1 282                  |
| 25-64 Anos                            | 25-64 Anos             | 25-64 Anos             | 3 308                  | 4 440                  | 4 307                  | 5 405                  | 6 986                  | 9 227                  | 10 341                 | 8 640                  | 8 570                  | 7 201                  | 7 669                  | 7 897                  | 7 040                  |
| = ou > 65 Anos                        | = ou > 65 Anos         | = ou > 65 Anos         | 192                    | 292                    | 515                    | 520                    | 691                    | 1 007                  | 1 362                  | 1 705                  | 2 288                  | 2 609                  | 3 614                  | 3 788                  | 3 817                  |

- Número de habitantes "residentes", ou seja, que tinham a residência oficial neste município à data em que os censos se realizaram.

- - De 1900 a 1950 os dados referem-se à população "de facto", ou seja, que estava presente no município à data em que os censos se realizaram. Daí que se registem algumas diferenças relativamente à designada população residente.

## Freguesias
|  | O município de Grândola está dividido em 4 freguesias: 0 - Azinheira dos Barros e São Mamede do Sádão - Carvalhal - Grândola e Santa Margarida da Serra - Melides 0 |

## Caracterização

### Geografia
Em termos geológicos, o território de Grândola é caracterizado por três grandes zonas: a serra de Grândola, a planície e a faixa litoral, que apresentam marcadas diferenças na composição do solo, no relevo, na flora e na paisagem em geral.
A serra de Grândola, predominantemente xistosa, data do período Carbonífero Inferior e representa a geologia antiga da Meseta Ibérica, tendo o seu ponto máximo no outeiro da Atalaia, com 326 m de altitude. Constituindo um obstáculo físico que delimita a área costeira, com influência nos aspetos climáticos e paisagísticos, é a área menos povoada do município e está na sua maior parte coberta de sobreiros.
A Planície é caracterizada, a nascente, pelo prolongamento e os declives suaves da Serra, e a norte e noroeste pelas formações terciárias da bacia do Sado, constituídas por areias e argilas do Plioceno. De norte para sul, o revestimento florestal passa gradualmente de pinhal a montado, e é nesta zona que vive a maior parte da população.
A Orla Costeira é caracterizada pelos seus 45 km de praias de areias brancas e águas cristalinas, o fundo marinho é arenoso e vasoso, em resultado da acumulação de materiais sedimentares. Para o interior do território, desenvolvem-se sistemas dunares de porte variado e vegetação típica que se prolongam em grandes manchas de pinhal. No Litoral, destaca-se a lagoa de Melides e, mais a norte, o estuário do Sado, com os arrozais do Carvalhal e os bancos lodosos e os sapais de Troia.

### Clima
Não obstante a sua extensa costa, o clima deste município pode considerar-se mediterrânico com influência atlântica. Devido a vários fatores, apresenta simultaneamente características marítimas e continentais, sendo frequente a alternância de dias atlânticos e de características continentais.A temperatura média ronda os 16.7 °C.
A pluviosidade é muito irregular ao longo do ano, a distribuição de anos secos e chuvosos é relativamente aleatória, e a precipitação média anual ronda os 600mm.

## Política

### Eleições autárquicas[11]
| Data | %            | V            | %     | V     | %      | V      | %              | V  | %              | V       | %              | V      | %              | V      | %              | V   | %    | V | %              | V       | %  | V  | Participação |                |
| Data | FEPU/APU/CDU | FEPU/APU/CDU | PS    | PS    | GDUP   | GDUP   | AD             | AD | PPD/PSD        | PPD/PSD | UDP/BE         | UDP/BE | CDS-PP         | CDS-PP | GCE            | GCE | E    | E | PSD-CDS        | PSD-CDS | CH | CH | Participação |                |
| ---- | ------------ | ------------ | ----- | ----- | ------ | ------ | -------------- | -- | -------------- | ------- | -------------- | ------ | -------------- | ------ | -------------- | --- | ---- | - | -------------- | ------- | -- | -- | ------------ | -------------- |
| Data | 1976         | 56,47        | 4     | 35,83 | 3      | 4,47   | -              |    |                |         |                |        |                |        |                |     |      |   |                |         |    |    |              | 73,84 / 100,00 |
| 1979 | 65,02        | 5            | 11,08 | 1     |        |        | 20,88          | 1  | AD             | AD      | 1,54           | -      | AD             | AD     | 79,89 / 100,00 |     |      |   |                |         |    |    |              |                |
| 1982 | 63,01        | 5            | 15,63 | 1     |        |        | 13,02          | 1  | 1,01           | -       | 4,53           | -      | 76,97 / 100,00 |        |                |     |      |   |                |         |    |    |              |                |
| 1985 | 67,43        | 5            | 28,62 | 2     |        |        |                |    |                |         | 70,67 / 100,00 |        |                |        |                |     |      |   |                |         |    |    |              |                |
| 1989 | 57,37        | 5            | 21,50 | 1     | 17,33  | 1      | 61,72 / 100,00 |    |                |         |                |        |                |        |                |     |      |   |                |         |    |    |              |                |
| 1993 | 48,22        | 4            | 22,17 | 1     | 23,90  | 2      | 2,37           | -  | 68,47 / 100,00 |         |                |        |                |        |                |     |      |   |                |         |    |    |              |                |
| 1997 | 48,19        | 4            | 33,93 | 3     | 10,39  | -      | 1,86           | -  | 1,38           | -       | 59,09 / 100,00 |        |                |        |                |     |      |   |                |         |    |    |              |                |
| 2001 | 42,25        | 3            | 43,95 | 4     | 9,58   | -      | 1,19           | -  |                |         | 67,45 / 100,00 |        |                |        |                |     |      |   |                |         |    |    |              |                |
| 2005 | 38,06        | 3            | 49,61 | 4     | 6,92   | -      | 2,00           | -  | 0,51           | -       | 68,27 / 100,00 |        |                |        |                |     |      |   |                |         |    |    |              |                |
| 2009 | 33,07        | 2            | 55,96 | 5     | 5,29   | -      | 2,11           | -  | 1,12           | -       | 65,30 / 100,00 |        |                |        |                |     |      |   |                |         |    |    |              |                |
| 2013 | 34,56        | 3            | 23,62 | 2     |        |        | 1,08           | -  |                |         | 18,79          | 1      | 65,13 / 100,00 |        |                |     |      |   |                |         |    |    |              |                |
| 2013 | 34,56        | 3            | 23,62 | 2     | 18,67  | 1      | 1,08           | -  |                |         |                |        | 65,13 / 100,00 |        |                |     |      |   |                |         |    |    |              |                |
| 2017 | 43,48        | 4            | 31,45 | 2     | 7,81   | -      | 1,21           | -  | 12,97          | 1       | 0,46           | -      | 61,91 / 100,00 |        |                |     |      |   |                |         |    |    |              |                |
| 2021 | 44,54        | 4            | 41,90 | 3     | CDS-PP | CDS-PP |                |    | PPD/PSD        | PPD/PSD |                |        |                |        | 7,08           | -   | 2,81 | - | 55,15 / 100,00 |         |    |    |              |                |

### Eleições legislativas
| Data | %     | %     | %     | %    | %     | %        | %     | %     | %    | %     | %    | %   | %       | % | %  | %  |
| Data | PCP   | PS    | PSD   | CDS  | UDP   | APU/ CDU | AD    | FRS   | PRD  | PSN   | BE   | PAN | PSD CDS | L | CH | IL |
| ---- | ----- | ----- | ----- | ---- | ----- | -------- | ----- | ----- | ---- | ----- | ---- | --- | ------- | - | -- | -- |
| 1976 | 50,94 | 23,86 | 12,02 | 2,46 | 2,12  |          |       |       |      |       |      |     |         |   |    |    |
| 1979 | APU   | 16,45 | AD    | AD   | 2,22  | 54,12    | 22,08 |       |      |       |      |     |         |   |    |    |
| 1980 | APU   | FRS   | AD    | AD   | 1,61  | 52,85    | 23,58 | 16,28 |      |       |      |     |         |   |    |    |
| 1983 | APU   | 21,55 | 14,28 | 3,86 | 1,04  | 54,82    |       |       |      |       |      |     |         |   |    |    |
| 1985 | APU   | 14,05 | 16,19 | 2,54 | 1,39  | 50,96    | 10,28 |       |      |       |      |     |         |   |    |    |
| 1987 | CDU   | 14,45 | 25,10 | 1,70 | 0,81  | 44,41    | 6,91  |       |      |       |      |     |         |   |    |    |
| 1991 | CDU   | 25,50 | 28,43 | 2,38 |       | 33,67    | 0,72  | 0,92  |      |       |      |     |         |   |    |    |
| 1995 | CDU   | 40,59 | 16,87 | 3,71 | 1,05  | 32,08    |       | 0,16  |      |       |      |     |         |   |    |    |
| 1999 | CDU   | 42,81 | 16,27 | 3,54 |       | 31,14    | 0,27  | 1,76  |      |       |      |     |         |   |    |    |
| 2002 | CDU   | 42,74 | 21,39 | 3,19 | 26,56 |          | 2,53  |       |      |       |      |     |         |   |    |    |
| 2005 | CDU   | 46,85 | 13,47 | 2,90 | 26,95 | 5,64     |       |       |      |       |      |     |         |   |    |    |
| 2009 | CDU   | 33,87 | 14,69 | 5,58 | 28,34 | 12,27    |       |       |      |       |      |     |         |   |    |    |
| 2011 | CDU   | 29,07 | 22,18 | 6,93 | 27,81 | 6,00     | 0,84  |       |      |       |      |     |         |   |    |    |
| 2015 | CDU   | 36,17 | CDS   | PSD  | 26,65 | 9,19     | 1,00  | 18,59 | 0,73 |       |      |     |         |   |    |    |
| 2019 | CDU   | 36,55 | 13,55 | 2,61 | 24,65 | 9,10     | 2,91  |       | 0,65 | 1,42  | 0,52 |     |         |   |    |    |
| 2022 | CDU   | 44,12 | 14,97 | 0,82 | 16,18 | 5,34     | 1,18  | 1,03  | 8,57 | 3,55  |      |     |         |   |    |    |
| 2024 | CDU   | 31,63 | AD    | AD   | 12,56 | 16,05    | 6,44  | 1,76  | 2,74 | 19,52 | 3,53 |     |         |   |    |    |

## Património

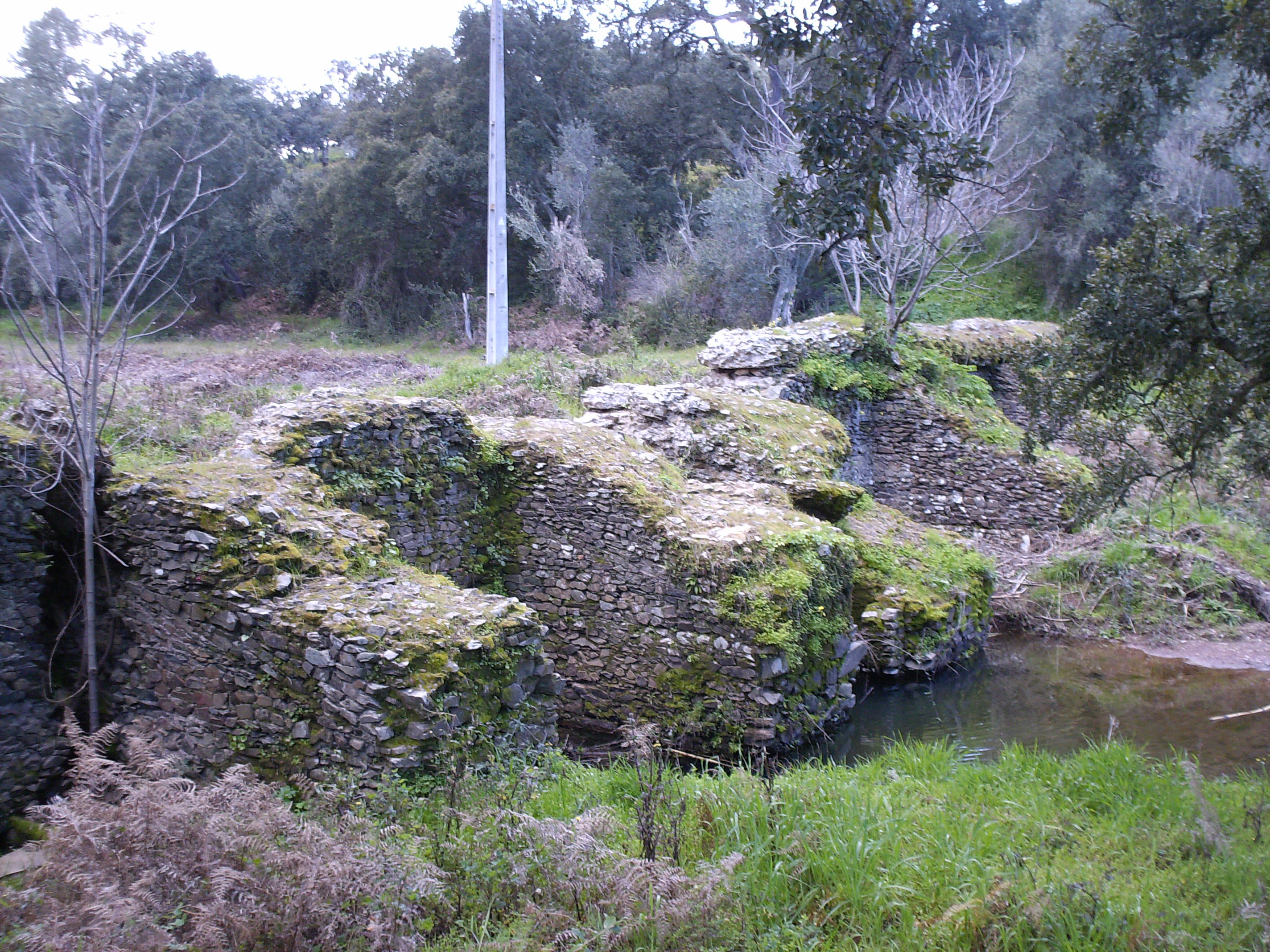
Barragem romana do Pego da Moura

### Arte pública
- Memorial ao 25 de Abril
- Monumento à Liberdade
- Monumento a José Afonso
- Monumento aos Poetas Populares

### Classificado pelo IPPAR
- Ruínas romanas de Troia
- Igreja Matriz de Grândola
- Necrópole de cistas das Casas Velhas
- Dólmen da Pedra Branca
- Monumento megalítico da Pata do Cavalo ou Monte das Boiças 1
- Monumento megalítico do Lousal
- Barragem romana do Pego da Moura ou Barragem do Pego da Mina
- Cerrado do Castelo

## Personalidades
- António Inácio da Cruz
- António Pires Cabral
- Carlos Palhinhas Candeias
- Evaristo de Sousa Gago
- Frédéric Marie Joseph Velge
- Hélder Mateus Pereira da Costa
- Honorato de Sousa Nunes
- João Guerreiro Vital
- Joaquim Alves da Mata
- Joaquim Ângelo da Silva
- Jorge de Vasconcelos Nunes
- José Jacinto Nunes
- Licínio Chaínho Pereira
- Manuel Baptista dos Reis
- Manuel Costa Gaio Tavares de Almeida
- Manuel Gameiro
- Manuel Matos Caturra
- Maria José Embaixador Pascoal
- Teófilo Saguer
- Vítor Manuel Ribeiro da Rocha

## Heráldica
|  | Brasão: Escudo de prata com um javali a negro dentado do metal do campo e acompanhado por dois carvalhos a verde. Em chefe, uma cruz da Ordem de Santiago, a vermelho, carregada no cruzamento por um pelicano de ouro, ferido de vermelho, alimentando três filhos no ninho, tudo de ouro realçado de negro, acompanhado por duas torres a negro, abertas e iluminadas do campo. Em contra-chefe, uma faixa ondada de azul. Coroa mural de prata de quatro torres. Listel branco com legenda a negro: "VILA DE GRÂNDOLA". |
|  | Bandeira: Esquartelada de amarelo e negro. Cordões e borlas de ouro e negro. Haste e lança de ouro. |

## Geminações
A vila de Grândola é geminada com as seguintes cidades:
- Lautém, Lautém, Timor-Leste
- Rhein-Kreis Neuss, Renânia do Norte-Vestfália, Alemanha
- Mikołów, Voivodia de Santa Cruz, Polónia
- Santarém, Distrito de Santarém, Portugal
- Tarrafal, Ilha de Santiago, Cabo Verde

## Festas de Grândola
- GDLIVE
- Feira “Ar Puro, Feira de Caça, Pesca e Atividades ao Ar Livre"
- Feira de Agosto
- Feira do Chocolate

## Clubes desportivos e recreativos
- GSC- Grândola Sports Club
- Clube Recreativo O Grandolense
- Grandolafoot Escola De Futebol
- Hóquei Clube Patinagem De Grândola
- Clube BTT Grândola

## Acessibilidade

### Rodoviária

#### Autoestrada
- A2
- A26

#### Estrada
- IC1
- IC33
- N120
- N261-1
- N261-2

### Portuária
- Porto de Setúbal
- Porto de Sines

### Ferroviária
- Linha do Alentejo

### Aeroportuária
- Aeroporto de Lisboa
- Aeroporto de Faro